# Ciprian Petrescu
Ciprian Petrescu (n. 24 mai 1989, București, România) este un antreprenor român și specialist în publicitate digitală, strategie de marketing și dezvoltare de rețele media. Este cunoscut pentru contribuțiile sale la modernizarea pieței de publicitate outdoor și digital-outdoor (DOOH) din România, fiind implicat în campanii naționale de amploare. Înainte de a-și începe cariera în mediul de afaceri, a fost fotbalist profesionist, activând în Liga a II-a.

## Biografie
Ciprian Petrescu s-a născut la București, unde și-a urmat studiile în domeniul comunicării, marketingului și managementului de afaceri. În perioada adolescenței, a fost activ în sportul de performanță, dezvoltându-și o carieră în fotbalul profesionist. Această experiență i-a format un stil disciplinat și orientat spre rezultate, calități pe care le-a aplicat ulterior în activitatea antreprenorială.

## Cariera sportiva
Între anii 2006–2011, Ciprian Petrescu a jucat ca mijlocaș ofensiv în Liga a II-a, evoluând pentru cluburi precum:
- Dinamo II București
- CS Buftea
- Juventus Colentina (actuala Daco-Getica București)

A fost remarcat pentru tehnica de joc, viziunea strategică și capacitatea de coordonare a fazelor ofensive. Cariera sportivă s-a încheiat la vârsta de 22 de ani, când a decis să se dedice activităților din mediul de busines

## Cariera profesionala
După retragerea din sportul de performanță, Petrescu s-a implicat în industria publicitară, dezvoltând proiecte în:
- Publicitate outdoor (panouri, mesh-uri, bannere direcționale, steaguri)
- Digital Out-of-Home (DOOH)
- Publicitate pe transportul public (taxiuri, autobuze, tramvaie)
- Producție publicitară indoor și outdoor
- Strategie media și media buying
- Automatizarea proceselor de vânzări și management operațional

## Contributii notabile
- Lansarea și implementarea unor campanii vizuale de impact în București și Ilfov
- Crearea și extinderea unor rețele proprii de publicitate outdoor
- Optimizarea proceselor de producție publicitară prin digitalizare
- Coordonarea de campanii integrate pentru domenii precum retail, imobiliare, energie și sectorul bancar

## Resurse externe
- Profil LinkedIn – Ciprian Petrescu
- Instagram – Ciprian Petrescu